# Данилевич Всеволод Миколайович
Все́волод Микола́йович Даниле́вич (30 листопада 1914, Житомир, Російська імперія — 4 листопада 2003, Київ, Україна) — український театральний актор та драматург.

## Життєпис
Народився 30 листопада 1914 року в Житомирі, у родині шляхтича. Його батько — Микола Данилевич, випускник Михайлівського артилерійського училища та у 1907 році, в чині підпоручика, був призначений у 58-у артилерійську бригаду, яка базувалася в Житомирі. Під час першої світової війни пішов на фронт, в кінці 1915 року потрапив в полон. Повернувся в Україну лише у листопаді 1918 року в чині підполковника. З січня 1919 року — підполковник Армії УНР, з 1920 року — помічник начальника іноземного відділу Генштабу УНР. У 1931 році батька заарештували, а за рік, у 1937 році — розстріляли. Мати Врублевська Ганна Валентинівна — дочка статського радника.
У 1931 році закінчив середню школу в Житомирі. Після закінчення школи вирушив на Донбас, де спочатку працював чорноробом на будівництві, а пізніше учнем електрика. З 1931 по 1934 роки працював освітлювачем, згодом актором Вседонбасівського державного українського драматичного театру (Дондерждрама).
З 1934 по 1936 роки проходив службу в радянській армії. Після демобілізації Всеволод Данилевич дізнався, що театр Дондерждрама розформовано. Він вирішив поїхати до родичів на Кавказ.
У 1936 — 1945 роках навчався в театральній студії у Махачкалі. Після закінчення був актором Дагестанського російського драматичного театру ім. М. Горького та Дагестанського державного театру ляльок у місті Махачкала.
З 1945 по 1948 роки Всеволод Данилевич працював актором Кіровоградського державного російського драматичного театру ім. С. Кірова. Після розформування театру він випадково опинився спочатку в Житомирі, де працював актором та режисером, а після грав на сценах театрів Кам'янця-Подільського, Орла, Білої Церкви.
З 1948 року Всеволод Данилевич актор Всеукраїнський театр Червоної Армії у Києві.
У 1964 році переїхав у Київ, де мешкав та працював до самої своєї смерті.

## Доробок
Автор понад 40 п'єс, серед яких:
- 1960 — «Вітер в обличчя», «Каштани цвіли у жовтні»;
- 1962 — «Це було в Богуславі»;
- 1964 — «Вогник на вітру»;
- 1968 — «Чарівна росинка», «Стережись, Альоша»;
- 1969 — «Вірус кохання»;
- 1970 — «Коли ще світом правили чорти»;
- 1975 — «Солдатик»;
- 1979 — «Бережи посмішку»;
- 1980 — «Крихітка Цахес», «Все залежить від тебе», «Червоні вітрила»;
- 1982 — «Далекими стежками»;
- 1983 — «Звичайна горошина»;
- 1984 — «Роза та Павук»;
- 1985 — «Під зорями Парижу»;
- 1986 — «Гладіатори»;
- 1987 — «Витівки царського блазня»;
- 1988 — «Брати»;
- 1989 — «Городничок»;
- 1990 — «Торбина з піснями», «Царська нагорода», «Лісовий переполох»;
- 1991 — «Смута», «Казка про кохання»;
- 1992 — «Чарівна ніч»;
- 1993 — «Чи слона прати, чи щастя мати»;
- 1995 — «Портрет»;
- 1996 — «Антоній і Доротея», «Подарунок чорної палички» («Принцеса Розальба»);
- 1997 — «Лісова співунка»;
- 1998 — «Бджілка»;
- 1999 — «Цілюща яблунька», «Мавруся»;
- 2000 — «Дочка американського посла», «Петрусь і Дмитрусь»;
- «Казка про три Івани», «Дон Кіхот в цьому шаленому світі», «Горсточка землі», «Випадок біля моря».

## Нагороди
- Премія у галузі театрального мистецтва «Київська пектораль» — за найкращу виставу для дітей «Торбина з піснями» (1996, режисер Н. Бучма).
- Номінант на театральну премію, за найкращу виставу для дітей «Чарівна ніч» (1994).